# Deutsche Cadre-47/1-Meisterschaft 1961/62

Neuss

Die Deutsche Cadre-47/1-Meisterschaft 1961/62 ist eine Billard-Turnierserie und fand vom 16. bis zum 18. März 1962 in Neuss zum vierten Mal statt.

## Geschichte
Neun Jahre nach der letzten Cadre 47/1-Meisterschaft gab es wieder eine Neuauflage. August Tiedtke meldete gleich in seiner ersten Partie gegen den Oberhausener Norbert Witte Titelambitionen an. Er gewann mit dem neuen deutschen Rekord von 21,42 mit 300:175 in 14 Aufnahmen. Auch im weiteren Verlauf lief es sehr gut. Nur gegen den Titelverteidiger Ernst Rudolph musste er sich mit 98:300 in 17 Aufnahmen geschlagen geben. Das reichte am Ende für den Titel. Vor dem letzten Durchgang hatte aber auch der Titelverteidiger noch gute Siegeschancen. Bei nur einem Unentschieden gegen Witte in seiner zweiten Partie hätte er in der letzten Partie gegen Siegfried Spielmann aber gewinnen müssen. Das gelang nicht. Er verlor mit 181:300 in 25 Aufnahmen.

## Modus
Gespielt wurde im Round-Robin-Modus bis 300 Punkte.
Die Endplatzierung ergab sich aus folgenden Kriterien:
1. Matchpunkte
2. Generaldurchschnitt (GD)
3. Bester Einzeldurchschnitt (BED)
4. Höchstserie (HS)

## Teilnehmer
1. Ernst Rudolph (Kölner BC 1908) (Titelverteidiger)
2. Josef Bolz (Billard-Sprt-Klub 1934 Köln-Nippes)
3. Joachim Eiter (Billard-Gesellschaft Münster 1914)
4. Siegfried Spielmann (Düsseldorfer Billardfreunde 1954)
5. August Tiedtke (1. FC Saarbrücken)
6. Norbert Witte (BC Grün-Weiß-Rot Oberhausen)

## Abschlusstabelle
| MP    | Match Points (Sieger = 2; Unentschieden = 1; Verlierer = 0) |
| Pkte. | Erzielte Karambolagen                                       |
| Aufn. | Benötigte Versuche                                          |
| GD    | Generaldurchschnitt                                         |
| BED   | Bester Einzeldurchschnitt eines Spielers                    |
| HS    | Höchstserie                                                 |
|       | Bester GD des Turniers                                      |
|       | Bester ED des Turniers                                      |
|       | Beste HS des Turniers                                       |
|       | 1. Platz (Gold)                                             |
|       | 2. Platz (Silber)                                           |
|       | 3. Platz (Bronze)                                           |

| Klassement                | Klassement          | Klassement | Klassement | Klassement | Klassement | Klassement | Klassement |
| Platz                     | Name                | MP         | Pkte.      | Aufn.      | GD         | BED        | HS         |
| ------------------------- | ------------------- | ---------- | ---------- | ---------- | ---------- | ---------- | ---------- |
| 1                         | August Tiedtke      | 8:2        | 1198       | 116        | 11,18      | 21,42      | 62         |
| 2                         | Ernst Rudolph       | 7:3        | 1381       | 136        | 10,15      | 17,64      | 79         |
| 3                         | Siegfried Spielmann | 6:4        | 1320       | 117        | 11,28      | 18,75      | 80         |
| 4                         | Norbert Witte       | 5:5        | 1333       | 126        | 10,57      | 12,50      | 57         |
| 5                         | Joachim Eiter       | 2:8        | 1167       | 136        | 8,58       | 9,37       | 69         |
| 6                         | Josef Bolz          | 2:8        | 958        | 165        | 5,80       | 8,57       | 57         |
| Turnierdurchschnitt: 9,24 |                     |            |            |            |            |            |            |